# Chromone (groupe)

Structure générale d'une chromone

Les chromones sont les dérivés de la chromone (ou 1,4-benzopyrone), un dérivé du  benzopyrane substitué par un groupe cétone sur le cycle de pyrane.
Une grande partie des flavonoïdes (flavones, flavonols, …) ainsi que les isoflavones ont un squelette de chromone, substitué par un groupe phényle en position 2 ou 3. Les coumarines (ou 1,2-benzopyrone) quant à elles sont des isomères de position des chromones. 

## Exemples
- Le cromoglicate de sodium, un composé utilisé comme stabilisateur de mastocyte dans les rhinites allergiques, l'asthme et les conjonctivites allergiques.
- La khelline (en) une chromone naturelle extraite de l'Ammi visnaga, une plante médicinale utilisée depuis longtemps en Égypte et dans les pays de l'Est de la Méditerranée comme traitement contre les troubles respiratoires. Elle a cependant d'importants effets secondaires.
- Le nédocromil de sodium, d'usage au cromoglicate mais ayant une durée de demi-vie plus longue.